# Collegio di Ellesmere Port and Neston
Ellesmere Port and Neston è stato un collegio elettorale situato nel Cheshire, nel Nord Ovest dell'Inghilterra, e rappresentato alla Camera dei comuni del Parlamento del Regno Unito. Eleggeva un membro del parlamento con il sistema first-past-the-post, ossia maggioritario a turno unico; con la revisione del 2024, il collegio è stato abolito e sostituito da Ellesmere Port and Bromborough.

## Estensione
- 1983–1997: il Borough di Ellesmere Port and Neston e i ward della città di Chester di Elton, Mollington e Saughall.
- 1997–2010: il Borough di Ellesmere Port and Neston e il ward della città di Chester di Elton.
- 2010-2019: il Borough di Ellesmere Port and Neston e i ward della città di Chester di Elton e Mickle Trafford.
- 2019-2024: i ward del borgo di Cheshire West and Chester di Central and Grange, parte di Gowy Rural, Ledsham and Manor, Little Neston, Neston, Netherpool, Parkgate, parte di Sandstone, Strawberry, Sutton Villages, Westminster, Whitby Groves, Whitby Park, parte di Willaston and Thornton e Wolverham.

Il collegio comprendeva la città industriale di Ellesmere Port, la più piccola città residenziale di Neston e alcuni villaggi come Burton, Parkgate, Willaston, Elton e Mickle Trafford.

## Membri del parlamento
| Elezione | Elezione       | Deputato         | Partito          |
| -------- | -------------- | ---------------- | ---------------- |
|          | 1983           | Mike Woodcock    | Conservatore     |
|          | 1992           | Andrew Miller    | Laburista        |
| 2015     | Justin Madders |                  | Laburista        |
|          | 2024           | Collegio abolito | Collegio abolito |

## Elezioni

### Elezioni negli anni 2010
| Partito                    | Partito                                | Candidato                  | Risultati 12 dicembre 2019 | Risultati 12 dicembre 2019 |
| Partito                    | Partito                                | Candidato                  | Voti                       | %                          |
| -------------------------- | -------------------------------------- | -------------------------- | -------------------------- | -------------------------- |
|                            | Laburista                              | Justin Madders             | 26 001                     | 53,34                      |
|                            | Conservatore                           | Alison Rodwell             | 17 237                     | 35,36                      |
|                            | Lib Dem                                | Ed Gough                   | 2 406                      | 4,94                       |
|                            | Brexit                                 | Christopher Stevens        | 2 138                      | 4,39                       |
|                            | Verdi                                  | Chris Copeman              | 964                        | 1,98                       |
|                            |                                        |                            |                            |                            |
| Iscritti                   | Iscritti                               | Iscritti                   | 70 327                     | 100,00                     |
| ↳ Votanti (% su iscritti)  | ↳ Votanti (% su iscritti)              | ↳ Votanti (% su iscritti)  | 48 746                     | 69,31                      |
| ↳ Astenuti (% su iscritti) | ↳ Astenuti (% su iscritti)             | ↳ Astenuti (% su iscritti) | 21 581                     | 30,69                      |
|                            |                                        |                            |                            |                            |
|                            | Esito: collegio confermato a Laburista |                            |                            |                            |

| Partito                    | Partito                                | Candidato                  | Risultati 8 giugno 2017 | Risultati 8 giugno 2017 |
| Partito                    | Partito                                | Candidato                  | Voti                    | %                       |
| -------------------------- | -------------------------------------- | -------------------------- | ----------------------- | ----------------------- |
|                            | Laburista                              | Justin Madders             | 30 137                  | 59,16                   |
|                            | Conservatore                           | Nigel Jones                | 18 747                  | 36,80                   |
|                            | Lib Dem                                | Ed Gough                   | 892                     | 1,75                    |
|                            | UKIP                                   | Fred Fricker               | 821                     | 1,61                    |
|                            | Verdi                                  | Steven Baker               | 342                     | 0,67                    |
|                            |                                        |                            |                         |                         |
| Iscritti                   | Iscritti                               | Iscritti                   | 68 650                  | 100,00                  |
| ↳ Votanti (% su iscritti)  | ↳ Votanti (% su iscritti)              | ↳ Votanti (% su iscritti)  | 50 939                  | 74,20                   |
| ↳ Astenuti (% su iscritti) | ↳ Astenuti (% su iscritti)             | ↳ Astenuti (% su iscritti) | 17 711                  | 25,80                   |
|                            |                                        |                            |                         |                         |
|                            | Esito: collegio confermato a Laburista |                            |                         |                         |

| Partito                    | Partito                                | Candidato                  | Risultati 7 maggio 2015 | Risultati 7 maggio 2015 |
| Partito                    | Partito                                | Candidato                  | Voti                    | %                       |
| -------------------------- | -------------------------------------- | -------------------------- | ----------------------- | ----------------------- |
|                            | Laburista                              | Justin Madders             | 22 316                  | 47,76                   |
|                            | Conservatore                           | Katherine Fletcher         | 16 041                  | 34,33                   |
|                            | UKIP                                   | Jonathan Starkey           | 5 594                   | 11,97                   |
|                            | Lib Dem                                | Trish Derraugh             | 1 563                   | 3,34                    |
|                            | Verdi                                  | Michelle Palmer            | 990                     | 2,12                    |
|                            | TUSC                                   | Felicity Dowling           | 192                     | 0,41                    |
|                            | Indipendente                           | John Dyer                  | 31                      | 0,07                    |
|                            |                                        |                            |                         |                         |
| Iscritti                   | Iscritti                               | Iscritti                   | 68 115                  | 100,00                  |
| ↳ Votanti (% su iscritti)  | ↳ Votanti (% su iscritti)              | ↳ Votanti (% su iscritti)  | 46 727                  | 68,60                   |
| ↳ Astenuti (% su iscritti) | ↳ Astenuti (% su iscritti)             | ↳ Astenuti (% su iscritti) | 21 388                  | 31,40                   |
|                            |                                        |                            |                         |                         |
|                            | Esito: collegio confermato a Laburista |                            |                         |                         |

| Partito                    | Partito                                | Candidato                  | Risultati 6 maggio 2010 | Risultati 6 maggio 2010 |
| Partito                    | Partito                                | Candidato                  | Voti                    | %                       |
| -------------------------- | -------------------------------------- | -------------------------- | ----------------------- | ----------------------- |
|                            | Laburista                              | Andrew Miller              | 19 750                  | 44,65                   |
|                            | Conservatore                           | Stuart Penketh             | 15 419                  | 34,86                   |
|                            | Lib Dem                                | Denise Aspinall            | 6 663                   | 15,06                   |
|                            | UKIP                                   | Henry Crocker              | 1 619                   | 3,66                    |
|                            | Indipendente                           | Jonathan Starkey           | 782                     | 1,77                    |
|                            |                                        |                            |                         |                         |
| Iscritti                   | Iscritti                               | Iscritti                   | 63 099                  | 100,00                  |
| ↳ Votanti (% su iscritti)  | ↳ Votanti (% su iscritti)              | ↳ Votanti (% su iscritti)  | 44 233                  | 70,10                   |
| ↳ Astenuti (% su iscritti) | ↳ Astenuti (% su iscritti)             | ↳ Astenuti (% su iscritti) | 18 866                  | 29,90                   |
|                            |                                        |                            |                         |                         |
|                            | Esito: collegio confermato a Laburista |                            |                         |                         |

### Elezioni negli anni 2000
| Partito                    | Partito                                | Candidato                  | Risultati 5 maggio 2005 | Risultati 5 maggio 2005 |
| Partito                    | Partito                                | Candidato                  | Voti                    | %                       |
| -------------------------- | -------------------------------------- | -------------------------- | ----------------------- | ----------------------- |
|                            | Laburista                              | Andrew Miller              | 20 371                  | 48,42                   |
|                            | Conservatore                           | Myles Hogg                 | 13 885                  | 33,01                   |
|                            | Lib Dem                                | Steve Cooke                | 6 607                   | 15,71                   |
|                            | UKIP                                   | Henry Crocker              | 1 206                   | 2,87                    |
|                            |                                        |                            |                         |                         |
| Iscritti                   | Iscritti                               | Iscritti                   | 68 293                  | 100,00                  |
| ↳ Votanti (% su iscritti)  | ↳ Votanti (% su iscritti)              | ↳ Votanti (% su iscritti)  | 42 069                  | 61,60                   |
| ↳ Astenuti (% su iscritti) | ↳ Astenuti (% su iscritti)             | ↳ Astenuti (% su iscritti) | 26 224                  | 38,40                   |
|                            |                                        |                            |                         |                         |
|                            | Esito: collegio confermato a Laburista |                            |                         |                         |

| Partito                    | Partito                                | Candidato                  | Risultati 7 giugno 2001 | Risultati 7 giugno 2001 |
| Partito                    | Partito                                | Candidato                  | Voti                    | %                       |
| -------------------------- | -------------------------------------- | -------------------------- | ----------------------- | ----------------------- |
|                            | Laburista                              | Andrew Miller              | 22 964                  | 55,30                   |
|                            | Conservatore                           | Gareth Williams            | 12 103                  | 29,14                   |
|                            | Lib Dem                                | Stuart Kelly               | 4 828                   | 11,63                   |
|                            | UKIP                                   | Henry Crocker              | 824                     | 1,98                    |
|                            | Verdi                                  | Geoff Nicholls             | 809                     | 1,95                    |
|                            |                                        |                            |                         |                         |
| Iscritti                   | Iscritti                               | Iscritti                   | 68 190                  | 100,00                  |
| ↳ Votanti (% su iscritti)  | ↳ Votanti (% su iscritti)              | ↳ Votanti (% su iscritti)  | 41 528                  | 60,90                   |
| ↳ Astenuti (% su iscritti) | ↳ Astenuti (% su iscritti)             | ↳ Astenuti (% su iscritti) | 26 662                  | 39,10                   |
|                            |                                        |                            |                         |                         |
|                            | Esito: collegio confermato a Laburista |                            |                         |                         |

## Risultati dei referendum

### Referendum sulla permanenza del Regno Unito nell'Unione europea del 2016
|             | Collegio                  | Lasciare UE % | Rimanere in UE % |
| ----------- | ------------------------- | ------------- | ---------------- |
|             | Ellesmere Port and Neston | 57,7%         | 42,3%            |
| Inghilterra | 53,3%                     | 46,7%         |                  |
| Regno Unito | 51,9%                     | 48,1%         |                  |